# Medvedce
Medvece so naselje občine Majšperk na severovzhodu Slovenije in spada pod Štajersko pokrajino, ter Podravsko regijo. Središče je v dolini ob cesti med Sestržami in Ptujsko goro. Kraj je bil nekoč znan tudi po rudniku premoga.  
V naselju se nahaja tudi kapela z manjšim zvonikom iz začetka 20. stoletja.